# میرزاپور اوپازیلا
میرزاپور اوپازیلا (به لاتین: Mirzapur Upazila) یک منطقهٔ مسکونی در بنگلادش است که در ناحیه تانگیل واقع شده‌است. میرزاپور اوپازیلا ۳۷۳٫۸۹ کیلومتر مربع مساحت و ۴۰۷٬۷۸۱ نفر جمعیت دارد.